# Focșani
Focşani er en by i Rumænien og distrikthovedsted for Vrancea. Byen har 66.648 (2021) indbyggere.
Byen ligger i det sydlige Moldavien, tæt på den gamle grænse med Valakiet. I det 19. århundrede, før disse to fyrstendømme blev forenet, havde deres samlet højkommission og højesteret sæde her (afskaffet 1864).
I dette område kommer Karpaterne nærmest til den nedre Donau. I militærhistorie kaldes dette mellemrum "the Focşani Gap".